# Hymenasplenium pseudobscurum
Hymenasplenium pseudobscurum är en svartbräkenväxtart som beskrevs av Ronald Louis Leo Viane. Hymenasplenium pseudobscurum ingår i släktet Hymenasplenium och familjen Aspleniaceae. Inga underarter finns listade.